# Luis Javier González
Luis Javier González Fanegas (* 17. června 1969) je bývalý španělský atlet, halový mistr Evropy v běhu na 800 metrů.
V nejlepší formě byl na začátku 90. let 20. století. V roce 1992 se stal halovým mistrem Evropy v běhu na 800 metrů. Na olympiádě v Barceloně v roce 1992 i na světovém šampionátu o rok později skončil v této disciplíně v semifinále. V roce 1994 vybojoval na této trati stříbrnou medaili na evropském halovém šampionátu.